# Projeto de José Geraldo da Cunha Camargo para o Plano Piloto de Brasília

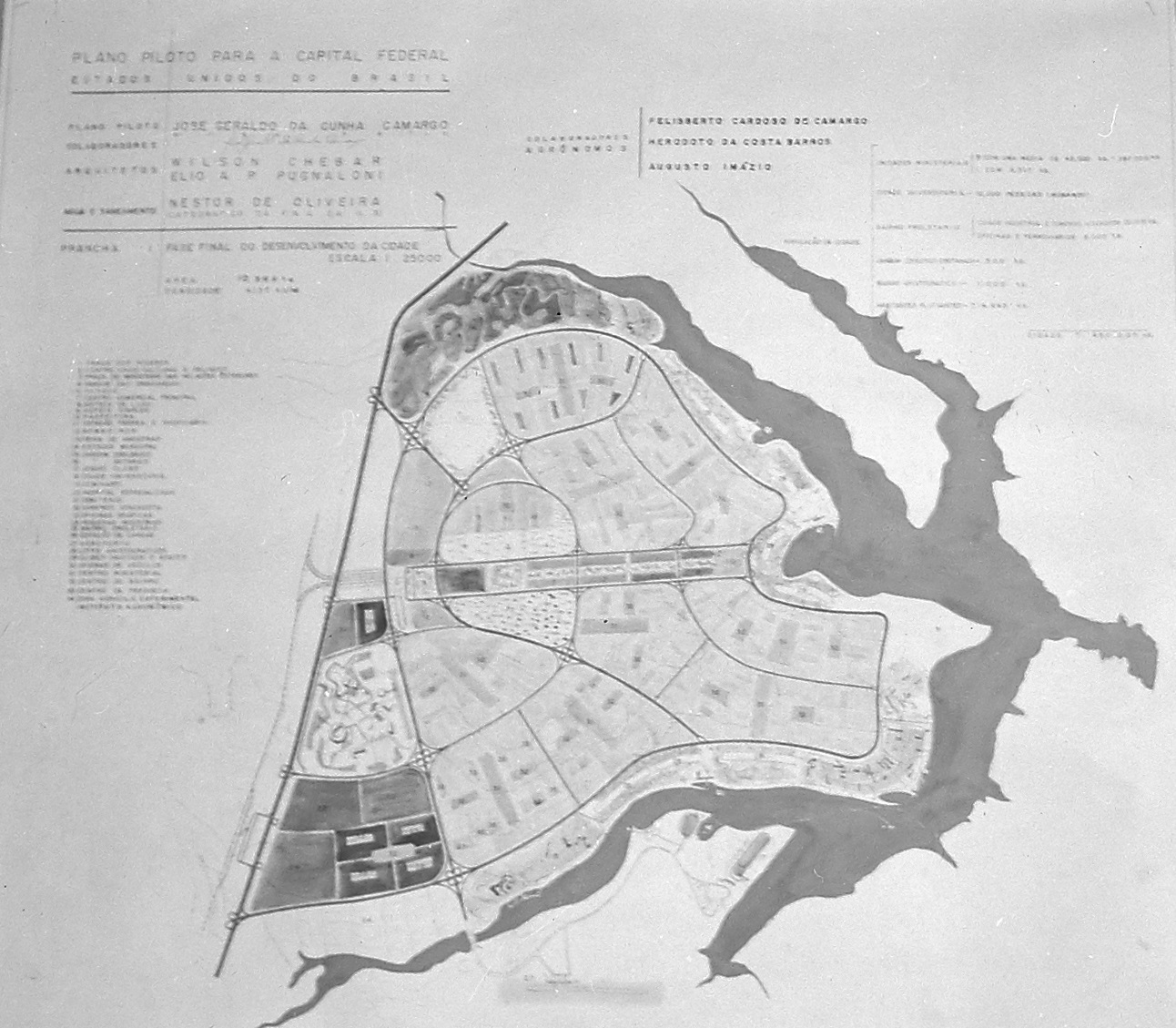
O Plano Piloto de José Geraldo da Cunha Camargo, a proposta 20.

O Projeto de José Geraldo da Cunha Camargo para o Plano Piloto de Brasília foi o projeto de número 20 do Concurso Nacional do Plano Piloto da Nova Capital do Brasil, realizado em 1957.
A equipe interdisciplinar era formada, além de José Geraldo da Cunha Camargo (arquiteto), por Wilson Chebar (arquiteto), Elio A. P. Pugnaloni (arquiteto), Nestor de Oliveira (engenheiro civil), Arthur Leão Feitosa (engenheiro civil), Felisberto Cardoso de Camargo (engenheiro agrônomo), Herodoto da Costa Barros (engenheiro agrônomo) e Augusto Imazio (engenheiro agrônomo). Eles também tiveram uma consultoria do escritório de Saturnino de Brito.

## Proposta
A implantação da cidade leva em conta o relevo, e se adéqua a topografia e dos recursos naturais como o Lago Paranoá. Utilizando de um urbanismo celular, o plano é estruturado pelas funções administrativas, que estão em várias células - o formato cheio de curvas garante diversidade nas quadras e ajuda no escoamento de água e na coleta de lixo.
A proposta de Camargo, baseou-se também na construção de um vida comunitária, para um melhor convívio entre os cidadãos.

## Legado
O arquiteto e urbanista José Geraldo da Cunha Camargo (1925-2011) definiu o chamado urbanismo rural, com formas de ocupação territorial e urbanização a partir de células independentes, podendo ser aplicado para criação das chamadas agrovilas, agrópolis e rurópolis - tipos de vilas e cidades, uma com um tamanho - na região amazônica. Essas ideias surgem ao público pela primeira vez no plano piloto proposto por ele - notou-se também uma ideia similar na Proposta 1, da equipe liderada por Vilanova Artigas.

## Ligação externas
- Registo - BRASÍLIA: PROJETO INSCRITO NO CONCURSO SOB O NÚMERO 20